# Ophthalmolycus bothriocephalus
Ophthalmolycus bothriocephalus es una especie de pez de la familia Zoarcidae en el orden de los perciformes.

## Morfología
Los machos pueden llegar a alcanzar los 18,3 cm de longitud total.

## Hábitat
Es un pez de mar y de aguas profundas que vive entre 293-744 m de profundidad.

## Distribución geográfica
Se encuentra en el Mar de Weddell.

## Observaciones
Es inofensivo para los humanos. 